# Жан-Пьер, Карин

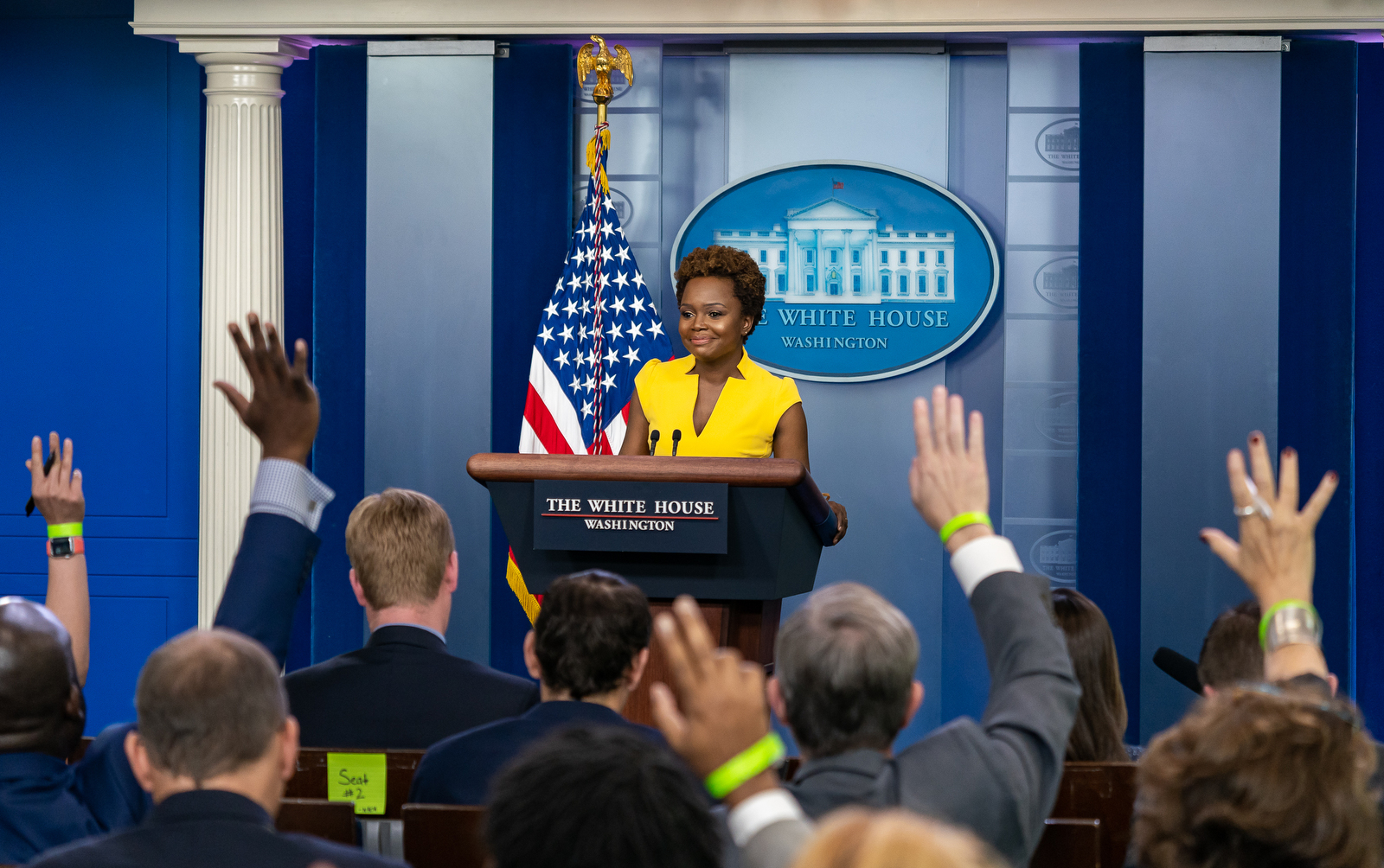
Жан-Пьер ведёт брифинг в Белом доме 26 мая 2021 года

Кари́н Жан-Пье́р (англ. Karine Jean-Pierre; род. 13 августа 1977, Фор-де-Франс) — американский политический деятель, пресс-секретарь Белого дома (2022—2025).

## Биография
Родители — иммигранты: отец — водитель такси, мать — владелица салона красоты в Нью-Йорке. Её родители хотели, чтобы она стала практикующим врачом, но, не набрав необходимых баллов для поступления в медицинское училище, Карин занялась общественной деятельностью.
Работала политическим аналитиком телеканалов NBC News и MSNBC, а также преподавала международные и общественные отношения в Колумбийском университете. Занимала должность директора по связям с общественностью в правозащитной организации MoveOn.org.
Стартом карьеры в большой политике начиная с 2008 года послужил занятый ею пост политического директора юго-восточного региона в избирательной кампании Барака Обамы во время выборов президента США, на которых он одержал победу.
В ходе президентской кампании Джо Байдена Жан-Пьер была старшим советником будущего главы государства.
В ноябре 2020 года стала первым заместителем пресс-секретаря Белого дома. Первый брифинг на этой должности провела в мае 2021 года. Ранее была руководителем аппарата кандидата в вице-президенты от Демократической партии Камалы Харрис во время президентской кампании США 2020 года.
«Она станет первой темнокожей женщиной и первым открытым представителем ЛГБТК+, когда-либо занимавшим пост пресс-секретаря Белого дома. Она имеет многолетний опыт работы, начиная с работы в правительстве и политике в Нью-Йорке, и заканчивая годами, когда она работала в качестве адвоката и советником Джо Байдена во время его вице-президентства. Она страстная, она умна, и у неё есть моральный стержень, который делает её не только отличным коллегой, но и замечательной мамой и человеком. Кроме того, у неё прекрасное чувство юмора», — так охарактеризовала свою преемницу Джен Псаки. C 13 мая 2022 по 20 января 2025 года занимала пост пресс-секретаря Белого дома.
У Жан-Пьер до сентября 2023 года были отношения с корреспонденткой CNN Сюзанн Мальво — у них есть приёмная дочь.